# Dolichopeza rahula
Dolichopeza rahula är en tvåvingeart som beskrevs av Alexander 1967. Dolichopeza rahula ingår i släktet Dolichopeza och familjen storharkrankar. Inga underarter finns listade i Catalogue of Life.